# Nashua Masters
De Nashua Masters (naar de sponsor) of de South African Masters is een van de belangrijkste golftoernooien in Zuid-Afrika, dat deel uitmaakt van de Sunshine Tour. Sinds 2002 wordt het toernooi georganiseerd onder de huidige naam.
Het toernooi begon in 1923 als het Zuid-Afrikaans PGA Kampioenschap en de formule was matchplay.
Toen er ook behoefte ontstond om een strokeplaykampioenschap op te richten, werd de matchplay in 1960 de Dunlop South African Masters genoemd. Vanaf 1965 werd het South African PGA Championship als strokeplaykampioenschap gespeeld.

## Winnaars
| Jaar                             | Baan                         | Locatie                      | Winnaar                      | Score                        | Score                        | Informatie                       |
| Dunlop South African Masters     | Dunlop South African Masters | Dunlop South African Masters | Dunlop South African Masters | Dunlop South African Masters | Dunlop South African Masters | Dunlop South African Masters     |
| -------------------------------- | ---------------------------- | ---------------------------- | ---------------------------- | ---------------------------- | ---------------------------- | -------------------------------- |
| 1960                             | Houghton Golf Club           | Houghton                     | Gary Player                  | 266                          | –22                          |                                  |
| 1961                             | Bloemfontein Golf Club       | Bloemfontein                 | Denis Hutchinson             | 276                          | –12                          |                                  |
| 1962                             | Houghton Golf Club           | Houghton                     | Denis Hutchinson             | 280                          | –8                           |                                  |
| 1963                             | Mowbray Golf Club            | Kaapstad                     | Bruce Keyter                 | 291                          | +3                           |                                  |
| 1964                             | Houghton Golf Club           | Houghton                     | Gary Player                  | 285                          | –3                           |                                  |
| 1965                             | Royal Durban Golf Club       | Durban                       | Denis Hutchinson             | 281                          | –7                           |                                  |
| 1966                             | Zwartkop Country Club        | Pretoria                     | Cedric Amm                   | 276                          | –8                           |                                  |
| 1967                             | Houghton Golf Club           | Houghton                     | Gary Player                  | 279                          | –9                           |                                  |
| 1968                             | Houghton Golf Club           | Houghton                     | Allan Henning                | 278                          | –10                          |                                  |
| 1969                             | Mowbray Golf Club            | Kaapstad                     | Bobby Cole                   | 280                          | –8                           |                                  |
| 1970                             | Kensington Golf Club         | Johannesburg                 | John Fourie Am               | 266                          | –14                          |                                  |
| 1971                             | Kensington Golf Club         | Johannesburg                 | Gary Player                  | 269                          | –11                          |                                  |
| 1972                             | Kensington Golf Club         | Johannesburg                 | Gary Player                  | 267                          | –13                          |                                  |
| 1973                             | Kensington Golf Club         | Johannesburg                 | Gary Player                  | 268                          | –12                          |                                  |
| 1974                             | Kensington Golf Club         | Johannesburg                 | Gary Player                  | 270                          | –10                          |                                  |
| 19751                            | Kensington Golf Club         | Johannesburg                 | Gary Player                  | 199                          | –11                          |                                  |
| 1976                             | Kensington Golf Club         | Johannesburg                 | Gary Player                  | 268                          | –12                          |                                  |
| 1977                             | Kensington Golf Club         | Johannesburg                 | Gary Player                  | 270                          | –10                          |                                  |
| Kronenbrau South African Masters |                              |                              |                              |                              |                              |                                  |
| 1978                             | Milnerton Golf Club          | Milnerton                    | Dale Hayes                   | 275                          | –13                          |                                  |
| 1979                             | Milnerton Golf Club          | Milnerton                    | Gary Player                  | 270                          | –18                          |                                  |
| SAB South African Masters        |                              |                              |                              |                              |                              |                                  |
| 1980                             | Geen toernooi                | Geen toernooi                | Geen toernooi                | Geen toernooi                | Geen toernooi                | Geen toernooi                    |
| 1981                             | Milnerton Golf Club          | Milnerton                    | Nick Price                   | 281                          | –7                           |                                  |
| 1982                             | Milnerton Golf Club          | Milnerton                    | Mark McNulty                 | 275                          | –13                          |                                  |
| Safmarine South African Masters  |                              |                              |                              |                              |                              |                                  |
| 1983                             | Geen toernooi                | Geen toernooi                | Geen toernooi                | Geen toernooi                | Geen toernooi                | Geen toernooi                    |
| 1984                             | Milnerton Golf Club          | Milnerton                    | Tony Johnstone               | 277                          | –11                          |                                  |
| 1985                             | Milnerton Golf Club          | Milnerton                    | Mark McNulty                 | 278                          | –10                          |                                  |
| 1986                             | Stellenbosch Golf Club       | Stellenbosch                 | Mark McNulty                 | 270                          | –18                          |                                  |
| 1987                             | Stellenbosch Golf Club       | Stellenbosch                 | David Frost                  | 273                          | –15                          |                                  |
| 1988                             | Stellenbosch Golf Club       | Stellenbosch                 | John Bland                   | 275                          | –13                          |                                  |
| Twee Jonge Gezellen Masters      |                              |                              |                              |                              |                              |                                  |
| 1989                             | Stellenbosch Golf Club       | Stellenbosch                 | Hugh Baiocchi                | 281                          | –7                           |                                  |
| 1990                             | Stellenbosch Golf Club       | Stellenbosch                 | Fulton Allem                 | 276                          | –12                          |                                  |
| EVS South African Masters        |                              |                              |                              |                              |                              |                                  |
| 1992                             | Dainfern Country Club        | Johannesburg                 | Ernie Els                    | 275                          | –13                          |                                  |
| 1993                             | Wingate Park Country Club    | Pretoria                     | Tony Johnstone               | 275                          | –13                          |                                  |
| Telekom South African Masters    |                              |                              |                              |                              |                              |                                  |
| 1994                             | Lost City Golf Course        | Sun City                     | Chris Davison                | 281                          | –7                           |                                  |
| 1995                             | Lost City Golf Course        | Sun City                     | Scott Dunlap po              | 279                          | –9                           | Won de play-off van Mark McNulty |
| San Lameer South African Masters |                              |                              |                              |                              |                              |                                  |
| 1996                             | San Lameer Golf Club         | Southbroom                   | Wayne Westner                | 280                          | –8                           |                                  |
| 1997                             | San Lameer Golf Club         | Southbroom                   | Mark McNulty                 | 276                          | –12                          |                                  |
| South African Masters            |                              |                              |                              |                              |                              |                                  |
| 1998                             | Geen toernooi                | Geen toernooi                | Geen toernooi                | Geen toernooi                | Geen toernooi                | Geen toernooi                    |
| 1999                             | Oppenheimer Park Golf Club   | Welkom                       | Desvonde Botes               | 269                          | –19                          |                                  |
| 2000                             | Geen toernooi                | Geen toernooi                | Geen toernooi                | Geen toernooi                | Geen toernooi                | Geen toernooi                    |
| Nashua Nedtel Cellular Masters   |                              |                              |                              |                              |                              |                                  |
| 2001                             | Wild Coast Sun Country Club  | Port Alfred                  | Mark McNulty                 | 274                          | –6                           |                                  |
| Nashua Masters                   |                              |                              |                              |                              |                              |                                  |
| 20022                            | Wild Coast Sun Country Club  | Port Alfred                  | Justin Rose                  | 265                          | –15                          |                                  |
| 20022                            | Wild Coast Sun Country Club  | Port Alfred                  | Hennie Otto                  | 279                          | –1                           |                                  |
| 2004                             | Wild Coast Sun Country Club  | Port Alfred                  | Andrew McLardy               | 264                          | –16                          |                                  |
| 2005                             | Wild Coast Sun Country Club  | Port Alfred                  | Richard Sterne               | 269                          | –11                          |                                  |
| 2006                             | Wild Coast Sun Country Club  | Port Alfred                  | Warren Abery                 | 265                          | –15                          |                                  |
| 2007                             | Wild Coast Sun Country Club  | Port Alfred                  | Jean Hugo po                 | 269                          | –11                          | Won de play-off van Titch Moore  |
| 2008                             | Wild Coast Sun Country Club  | Port Alfred                  | Marc Cayeux                  | 268                          | –12                          |                                  |
| 2009                             | Wild Coast Sun Country Club  | Port Alfred                  | Darren Fichardt              | 263                          | –17                          |                                  |
| 2010                             | Wild Coast Sun Country Club  | Port Alfred                  | Warren Abery                 | 267                          | –13                          |                                  |
| 2011                             | Wild Coast Sun Country Club  | Port Alfred                  | Shaun Norris                 | 271                          | –9                           |                                  |

1In 1975 werd het toernooi afgewerkt in drie ronden.

2In 2002 vonden er twee toernooien plaats. Het eerste (in februari), dat Justin Rose won, maakte deel uit van de Sunshine Tour 2001/02 en het tweede (in november), dat Hennie Otto won, maakte deel uit van de Sunshine Tour 2002/03.
Amatola Sun Classic · Atlantic Beach Classic · Bell's Player Championship · Bloemfontein Classic · Botswana Open · Bushveld Classic · Canon Classic · Coca-Cola Charity Championship · Cock of the North · Devonvale Classic · Emfuleni Classic · Eskom Power Cup · General Motors Open · Goldfields Powerade Classic · Goodyear Classic · Graceland Challenge · Highveld Classic · ICL International · Iscor Newcastle Classic · Kalahari Classic · Limpopo Classic · Lombard Tyres Classic · Mafunyane Trophy · Mercedes Benz Golf Challenge · Mount Edgecombe Trophy · Namibië Open · Namibia PGA Championship · Nashua Wild Coast Sun Challenge · Natal Open · Nelson Mandela Invitational · Northern Cape Classic · Observatory Classic · Palabora Classic · Parmalat Classic · Radio Algoa Challenge · Randfontein Classic · Rhodesian Masters · Riviera Resort Classic · Royal Swazi Sun Classic · Seekers Travel Pro-Am · South African Masters · South African Match Play Championship · South African Pro-Am Invitational · Spoornet Classic · Sun Coast Classic · Transvaal Open · Vodacom Golf Championship · Vodacom Open · Vodacom Players Championship · Vodacom Series · Vodacom Trophy · Western Cape Classic · Western Province Open